# Santiago Aldama Alesón
Santiago Aldama Alesón (Quel, La Rioja, 7 de desembre de 1968) és un exjugador espanyol de bàsquet. Jugava de pivot. És el pare de Santiago Aldama Toledo i cunyat de Santi Toledo, tots dos també jugadors de bàsquet.

## Trajectòria
Es va formar al planter del CAI Zaragoza, on va coincidir amb altres jugadors que triomfarien en l'ACB com ara Zapata, Quique Andreu o Fran Murcia entre d'altres. Va debutar a l'ACB el 1988 amb l'equip aragonès, on va jugar fins al 1990. A l'any següent va ser cedit al Magia Huesca, que aleshores vivia els seus millors moments esportius. Després d'un any de cessió en el club d'Osca, va tornar a Saragossa, on la marxa de Zapata i d'Andreu van fer que tingués més minuts. En la seva segona etapa a Saragossa va jugar tres temporades, després va passar al Club Bàsquet Valladolid per una temporada i després el 1996 va passar a jugar en el Club Bàsquet Gran Canària per dos anys. La seva última temporada en l'elit la va realitzar a Portugal en les files del FC Porto.
Amb la selecció espanyola va disputar els Jocs Olímpics de 1992 a Barcelona.

## Equips
- CB Zaragoza (1987-1990)
- Penyes Huesca (1990-1991)
- CB Zaragoza (1991-1994)
- CB Valladolid (1994-1995)
- CB Gran Canària (1995-1997)
- CN Helios (1996-1997)
- Porto (1996-1997)
- CN Helios (1997-2000)
- Bàsquet Inca (2000-2001)
- CB Orense (2001-2003)